# ロビー・ロバートソン (キャラクター)
ジョセフ・ロビー・ロバートソン（Joseph "Robbie" Robertson）は、マーベル・コミックのスパイダーマンに登場するキャラクター。

## 解説
スタン・リー（原作）、ジョン・ロミタ・シニア（作画）が、キャラクターデザインを担当。1967年8月に発売された「The Amazing Spider-Man #51」でコミックデビュー。
コミックの中では、真面目な脇役を演じた黒人キャラクターの1人。デイリー・ビューグル社のベテラン編集者で、社長のJ・ジョナ・ジェイムソンの親友であり、親しい仲でもある。スパイダーマンの信用を傷つけようとするジェイムソンのネガティブ・キャンペーンにおいては、理論的な代弁者としての役目に立った。悪い性格をしたジェイムソンに比べ、ピーター・パーカーやデイリー・ビューグルに所属する他のスタッフには親切で思いやりがある。1980年代、このキャラクターの背景となるストーリーが描かれ、高校時代に同級生だったスーパーヴィランのトゥームストーンとの古き戦いも明らかになった。1980年代には、この人物の背景となる物語が描かれ、高校時代に同級生だったスーパーヴィランのトゥームストーンとの過去の闘争も明らかになった。こうした事により多数の読者から高く評価され、この人物に対する関心が高まるきっかけとなった。

## 誕生
ニューヨーク市アッパー・マンハッタンハーレム生まれ。マーサと結婚し、2人の息子がいる。最初の息子であるパトリック・ヘンリー・ロバートソンは、生後6か月で死去。2番目の息子であるランディ・ロバートソンは、妻のアマンダと離婚している。
ロビーは、デイリー・ビューグル社の編集長。ガミガミとうるさい社長のJ・ジョナ・ジェイムソンとは異なり、ロビーはスパイダーマンの観察役としての役目を果たす。

## その他のメディア

### テレビドラマ
アメイジング・スパイダーマン
演 - ヒリー・ヒックス、日本語吹き替え版 - 田中亮一

### テレビアニメ
スパイダーマン（1981年）
声 - ルイス・ベイリー、日本語吹き替え版は不明。
スパイダーマン（1994年）
声 - ロドニー・ソールスベリー、日本語吹き替え版 - 仲野裕
スペクタキュラー・スパイダーマン
声 - フィル・ラマ―、日本語吹き替え版 - 星野充昭
アベンジャーズ 地球最強のヒーロー
声 - トロイ・ベイカー、日本語吹き替え版は無し。
「Along Came a Spider」に登場
マーベル スパイダーマン
声 - エミー・ハドソン、日本語吹き替え版 - 不明
「スクリューボール（Screwball Live）」に登場

### 映画
サム・ライミが監督を務め、ビル・ナンが担当。日本語吹き替え版は石住昭彦
- スパイダーマン
- スパイダーマン2
- スパイダーマン3